# Liste der Einträge im National Register of Historic Places in der City and Borough of Yakutat
Die Liste der Registered Historic Places in Yakutat führt alle Bauwerke und historischen Stätten in der City and Borough of Yakutat im US-Bundesstaat Alaska auf, die in das National Register of Historic Places aufgenommen wurden.

## Yakutat
- Cape Spencer Lighthouse
- New Russia Site